# Schaufelhacker

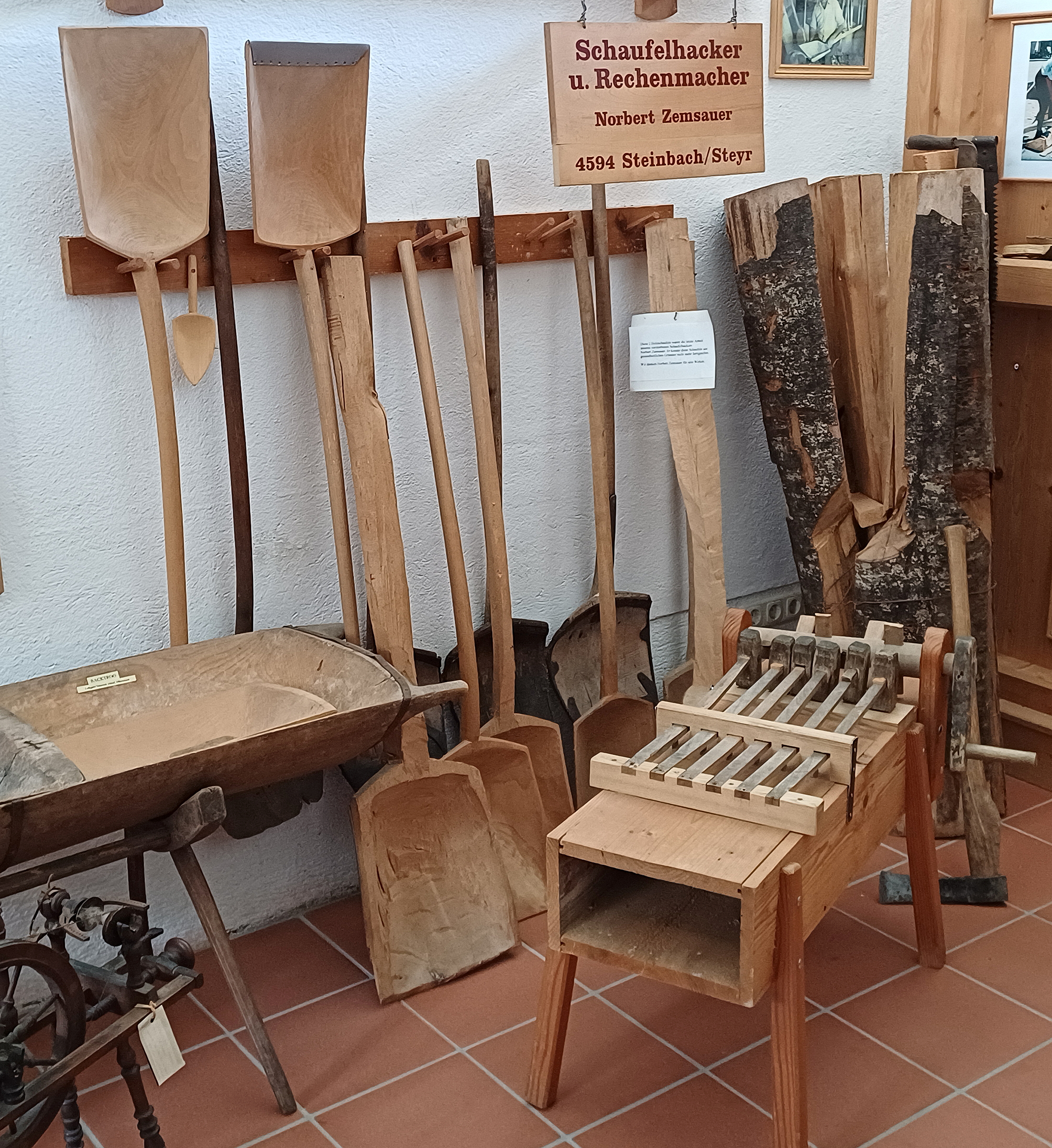
Holzschaufeln im Wilderer Museum Molln

Schaufelhacker (Schaufelmacher) bezeichnet den traditionellen Handwerksberuf der Herstellung von Schaufeln aus Holz.
In den Industrieländern ist diese handwerkliche Tätigkeit weitgehend verschwunden und wurde durch die maschinelle Produktion von Metallschaufeln ersetzt.

## Geschichte
Gerätschaften aus Holz spielten im ländlichen Leben der vorindustriellen Zeit eine viel bedeutendere Rolle als heute.
Die Schaufelhacker erzeugten Schaufeln verschiedener Form und Größe, die bei Bauern, Handwerkern, Gewerbetreibenden, im Haushalt und später auch in der Industrie Verwendung fanden. Getreide-, Müller- und Bräuschaufeln hatten eine Länge von 1,45 Metern. Mostschaufeln waren etwas kürzer.
Neben Schaufeln wurden auch Moltern (Multern, längliche flache Tröge für Bäcker, Bauern und Fleischer, wie auch die Muldenhauer sie herstellten), Holzschüsseln, Hackenstiele, Spinnräder, Rechen, Heugabeln, Löffel, Sprudler, Dreschflegel und dergleichen erzeugt. Dabei wurden Teile der Gerätschaften, die besonders beansprucht wurden, durch Blechteile verstärkt.
Im Laufe der Zeit übernahmen die Zeugschmiede die Arbeit der Berufsgruppe der Schaufelhacker. Schließlich wurde die handwerkliche Tätigkeit weitgehend durch industrielle Fertigung ersetzt.

## Handwerk
In mehreren Arbeitsschritten formten die Schaufelhacker aus einem Baumstamm vier Schaufeln pro Klotz:
- Im Wald wurde – oft in Begleitung eines Försters oder Jägers – ein geeigneter Baum gesucht, gefällt und mit einer Zugsäge in etwa 1,45 Meter lange Stücke geschnitten. Aus dem dünneren oberen Teilen entstanden kleinere Schaufeln wie Most-, Mehl- und Futterschaufeln.
- An beiden Enden der Klötze wurden Keile eingeschlagen, mit denen Sprünge erzeugt wurden, die aber nur bis zur Mitte reichen durften und dort künstlich unterbrochen wurden. Durch weitere Keile entstanden schließlich pro Klotz vier Museln (Miseln), die Rohformen der Schaufeln.
- Das Grob-Hacken der Schaufeln erfolgte üblicherweise noch im Wald. Die Schaufel konnte nun in das Dorf getragen werden, die Abfälle des Holzes blieben im Wald liegen.
- Fein-Hacken: Bei Schlechtwetter wurden die Schaufeln in einer regengeschützten Hütte mit einem Hohlbeil, der sogenannten Dexel, ausgehackt (ausgedexelt), aber noch nicht geglättet.
- Trocknung: Die Rohschaufeln wurden etwa ein Jahr lang getrocknet.
- Auf der Schnitzbank (Hoanzlbank) wurde die getrocknete Schaufel außen mit dem Reifmesser und innen mit einem Schaber geglättet.
- Bei Bedarf wurde abschließend eine Metallkante montiert.

Wichtige Werkzeuge für die Schaufelhacker waren also: Zugsägen, Hacken, Holzkeile, Dexeln, Reifmesser, Schaber, Hackstöcke und Hoanzlbänke.

## Beispiele
- Molln (Traunviertel, Oberösterreich):[2] Zusammen mit den Wagnern stellten die Schaufelhacker den Großteil der Meister in der „Genossenschaft der Schaufelhacker, Wagner und Holzschnitzer in Molln“. → Hauptartikel: Schaufelhacker in Molln
- Sandl (Mühlviertel, Oberösterreich):[3] Neben den bekannten Hinterglasmalern waren im waldreichen Gebiet von Sandl auch die Schaufelhacker tätig.

## Varia

Wappen von Rauhenebrach

Im Wappen der fränkischen Gemeinde Rauhenebrach ist eine goldene Holzschaufel abgebildet.